# Samuel Huntington (statista)
Samuel Huntington (Windham, 16 luglio 1731 – Norwich, 5 gennaio 1796) è stato un politico statunitense.
Ricoprì la carica di Governatore del Connecticut succedendo a Matthew Griswold, e di Presidente del Congresso Continentale dal 1779 al 1781.

## Biografia
Nato da Nathaniel and Mehetabel Huntington, fu quarto di dieci figli, fu educato alla Common school e proseguì il proprio percorso formativo come autodidatta, leggendo libri presi in prestito dalla biblioteca del locale parroco, il reverendo Ebenezer Devotion, e di altri notabili del paese. All'età di 16 anni iniziò a lavorare come apprendista presso un artigiano bottaio, continuando tuttavia ad aiutare suo padre nella conduzione della fattoria di famiglia.
Nel 1754 Huntington intraprese la carriera forense e si trasferì a Norwich (Connecticut), dove iniziò ad intraprendere nel 1764 l'attività politica in qualità di rappresentante del suo paese presso l'Assemblea del Connecticut. Nel 1784 divenne giudice capo della Corte Suprema del Connecticut.
Fu uno dei principali fautori della lotta contro le cosiddette leggi intollerabili promulgate dal Parlamento della Gran Bretagna. Anche grazie a questa sua attività l'Assemblea del Connecticut lo nominò nell'ottobre 1775 tra la schiera dei suoi delegati che avrebbero dovuto partecipare al Secondo congresso continentale. Nel gennaio 1776 prese posto come rappresentante del suo paese, insieme a Roger Sherman e Oliver Wolcott durante l'assemblea per la dichiarazione di indipendenza degli Stati Uniti d'America e per la stesura degli Articoli della Confederazione. Durante tutto questo periodo fu affetto da vaiolo.
Nonostante non fosse dotato di capacità oratorie particolarmente notevoli, la sua fermezza e la sua operosità gli fecero guadagnare l'elezione a Presidente del Congresso Continentale il 28 settembre 1779, quando il suo predecessore, John Jay, fu nominato ambasciatore in Spagna.